# Antiqua sanctorum patrum
Antiqua sanctorum patrum je papežská bula vyhlášená papežem Řehořem VII. 20. dubna 1079 a zaslaná lyonskému arcibiskupovi svatému Gebuinovi. V bule papež potvrzuje primát arcibiskupa Lyonu nad čtyřmi církevními provinciemi Francie (Lyon, Tours, Rouen a Sens) za předpokladu, že volba arcibiskupa není simonická.